# Bộ đàm

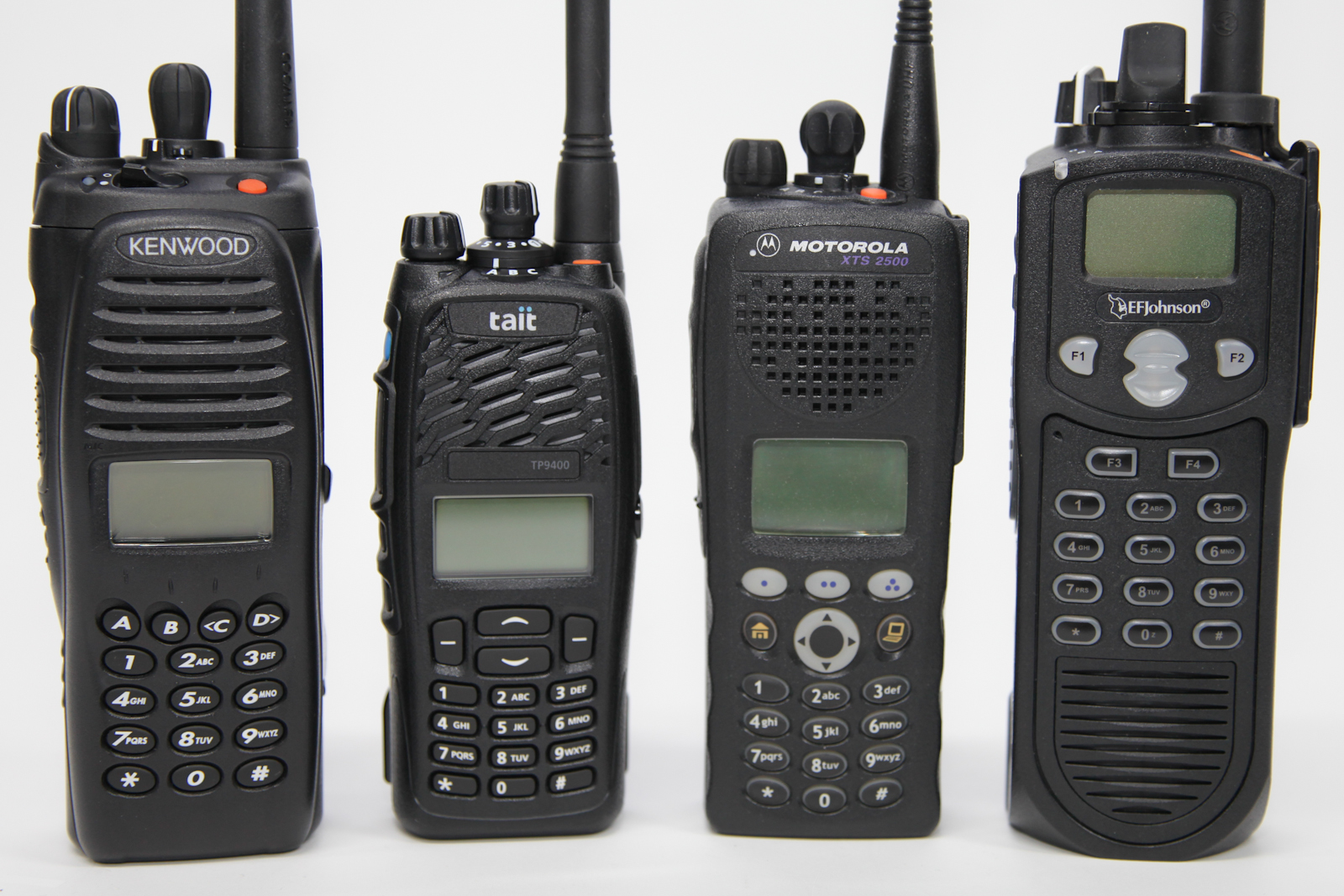
Một số máy bộ đàm hai chiều cầm tay tương thích với tiêu chuẩn radio kỹ thuật số Project 25

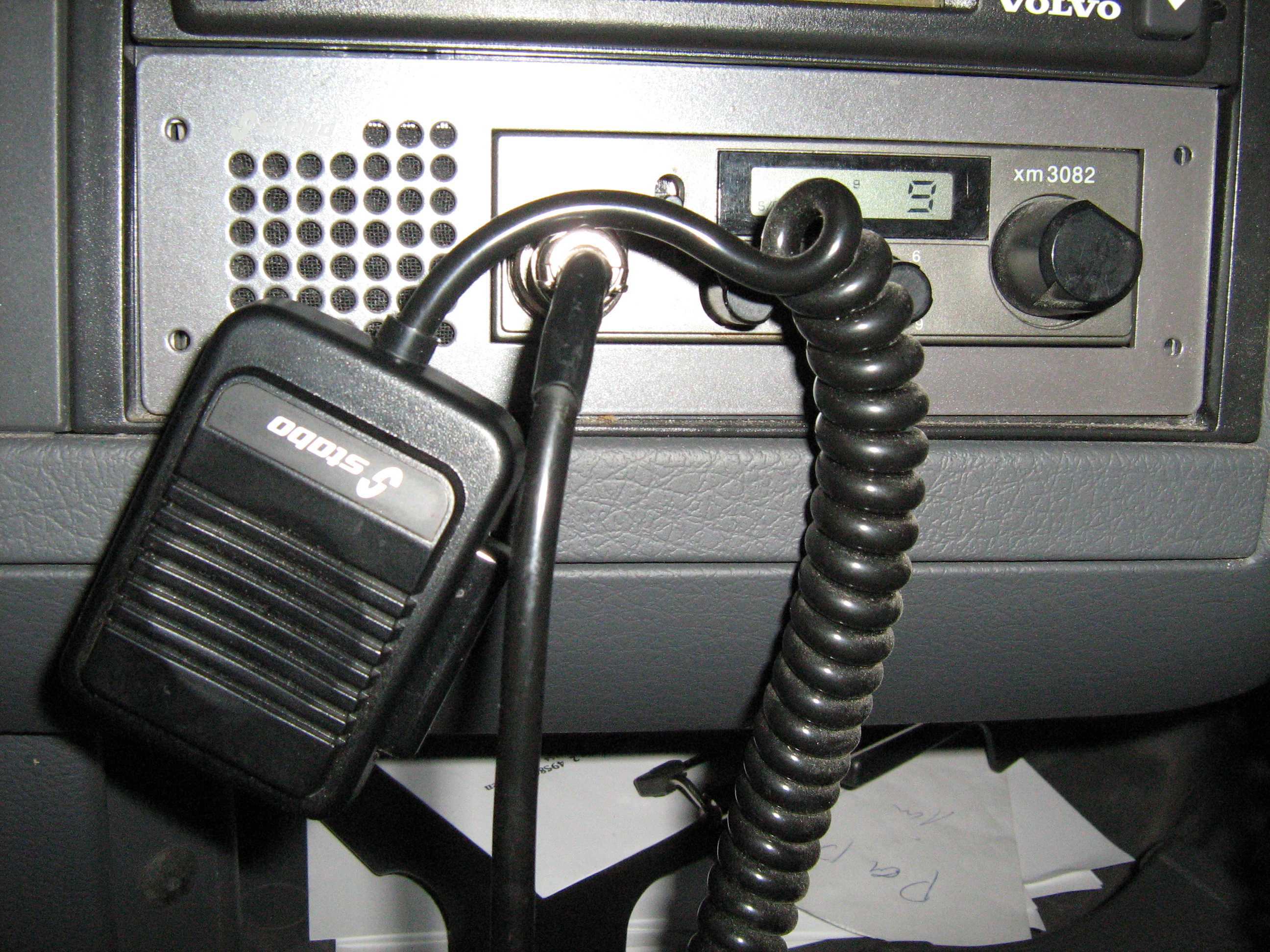
Đài phát thanh của một cá nhân trong một chiếc xe tải

Bộ đàm, hay đài phát thanh hai chiều là một đài phát thanh có thể vừa truyền và nhận tín hiệu (bộ thu phát), không giống như máy thu phát chỉ nhận nội dung. Nó là một bộ thu phát âm thanh, âm thanh, một bộ phát và thu trong một đơn vị, được thiết kế để liên lạc bằng giọng nói giữa người với người hai chiều với những người dùng khác có radio tương tự. Bộ đàm có sẵn trong các cấu hình: di động, cố định và cầm tay. Bộ đàm hai chiều cầm tay thường được gọi là máy bộ đàm, bộ đàm hoặc bộ đàm cầm tay.
Bộ đàm hai chiều thường sử dụng một kênh radio duy nhất và hoạt động ở chế độ bán song công: người dùng có thể nói chuyện, hoặc anh ta có thể nghe, nhưng không phải cùng một lúc. Radio thường ở chế độ thu để người dùng có thể nghe tất cả các truyền khác trên kênh. Khi người dùng muốn nói chuyện, anh ta nhấn nút " ấn để nói ", tắt máy thu và bật máy phát; Khi anh ta nhả nút, máy thu được kích hoạt lại. Nhiều người dùng trên kênh phải thay phiên nhau nói chuyện. Các hệ thống vô tuyến hai chiều khác hoạt động ở chế độ song công hoàn toàn, trong đó cả hai bên có thể nói chuyện cùng một lúc. Điều này đòi hỏi hai kênh radio hoặc phương thức chia sẻ kênh riêng biệt như song công phân chia thời gian (TDD) để thực hiện đồng thời hai hướng của cuộc trò chuyện trên một tần số radio. Điện thoại di động là một ví dụ về radio hai chiều song công hoàn toàn. Trong một cuộc gọi điện thoại, điện thoại liên lạc với tháp di động qua hai kênh radio; một người đến để mang tiếng nói của bên từ xa đến người dùng và một người đi để mang giọng nói của người dùng đến bên từ xa.

## Lịch sử
Việc lắp đặt các thiết bị thu và phát tại cùng một vị trí cố định cho phép trao đổi thông điệp không dây. Ngay từ năm 1907, tín hiệu điện báo hai chiều qua Đại Tây Dương đã được thương mại hóa. Đến năm 1912, các tàu thương mại và quân sự mang theo cả máy phát và máy thu, cho phép liên lạc hai chiều theo thời gian thực với một con tàu khuất tầm nhìn trên đất liền.
Đài phát thanh hai chiều di động thực sự đầu tiên được phát triển ở Úc vào năm 1923 bởi Đại tá Frederick William Downie của Cảnh sát Victoria. Cảnh sát Victoria là những người đầu tiên trên thế giới sử dụng giao tiếp không dây trong ô tô, chấm dứt tình trạng báo cáo kém hiệu quả qua bốt điện thoại công cộng vẫn được sử dụng cho đến thời điểm đó. Những chiếc bộ đàm đầu tiên được lắp đặt bộ ghế sau của những chiếc xe tuần tra Lancia.
Khi thiết bị vô tuyến trở nên mạnh mẽ, nhỏ gọn và dễ sử dụng hơn, các phương tiện nhỏ hơn đã được lắp đặt thiết bị liên lạc vô tuyến hai chiều. Việc lắp đặt thiết bị vô tuyến trên máy bay cho phép các trinh sát báo cáo lại các quan sát trong thời gian thực, không yêu cầu phi công gửi thông báo cho quân lính ở mặt đất bên dưới hoặc hạ cánh và báo cáo trực tiếp cá nhân.